# アキノノゲシ属
アキノノゲシ属（秋野芥子、Lactuca）とはキク科の属。どの種も1m近く迄高く伸びるのが特徴。頭花は黄色から白、まれに紫で、すべて舌状花からなる。痩果は楕円形で扁平、冠毛は細い。北半球を中心に約100種。トゲヂシャなどの一部の種は日本に帰化している。
野菜として重要なレタスも含む。英語のLettuceはラテン語名"Lactuca"（「乳状の樹液を持つ」）に由来し、切ると乳汁を出すことによる。

## アキノノゲシ属の植物
- アキノノゲシ L. indica
- ヤマニガナ L. raddeana
  - チョウセンヤマニガナ L. raddeana var. raddeana
- ミヤマアキノノゲシ L. triangulata
  - カラフトミヤマアキノノゲシ
- エゾムラサキニガナ L. sibirica
- レタス L. sativa
- トゲヂシャ L. serriola